# Sin Clock
『Sin Clock』（シンクロック）は、2023年2月10日公開の日本映画。PG12指定。

## キャスト
- 高木シンジ：窪塚洋介[5]
- 番場ダイゴ：坂口涼太郎
- 坂口キョウ：葵揚
- ユカ：橋本マナミ
- サチコ：田丸麻紀
- ヤス：Jin Dogg[6]
- 成田：長田庄平
- 謎のヒットマン：般若
- チバ：藤井誠士
- 世良：風太郎
- 大谷：螢雪次朗

## スタッフ
- 監督・脚本：牧賢治[5]
- テーマソング：GEZAN「赤曜日」「BODY ODD」[7]
- 劇中曲：Awich「GILA GILA feat. JP THE WAVY, YZERR」（Universal Music LLC）、Jinmenusagi「Metchalo」
- エグゼクティブ・プロデューサー：藤田晋
- プロデューサー：島田賢一郎、高橋康裕、寺久保悠人
- 撮影：四方田俊典、田中彰哉
- 照明：鈴村真琴
- 美術・特殊メイク：大森菜々
- 録音：大岩修二
- 編集：服部正樹、ごとうこうじ、榎本充泰、林佑也
- サウンドプロデュース・デザイン：新山智宏
- 音楽：尾嶋優（Jimanica）
- ヘアメイク：野田エミリー
- スタイリスト：黒田真由、太田旨人
- 助監督：向田優
- 宣伝プロデューサー：原尭志
- 配給：アスミック・エース
- 製作：映画「Sin Clock」製作委員会